# Commission régionale de la forêt et du bois
La Commission régionale de la forêt et du bois (CRFB) (qui se substitue en 2016/2017 à la commission régionale de la forêt et des produits forestiers) est en France une commission instituée par le Préfet de Région et le président du Conseil régional dans chaque région, dans le cadre de l'application de la loi no 2014-1170 du 13 octobre 2014 d'avenir pour l’agriculture, l'alimentation et la forêt, laquelle modifie la politique forestière et sa gouvernance.

## Composition
Cette commission est fixée par décret , au service d'un développement équilibré et durable de la filière forêt-bois considérée comme l'un des piliers de la « croissance verte française, et devra jouer un rôle essentiel dans les transitions climatiques, écologiques et énergétiques, notamment par la séquestration de carbone dans les forêts et le bois, et les gains d'émissions de GES liés à la substitution de bois à des matériaux et des énergies plus émetteurs ».

## Missions
Ce comité a plusieurs missions liée à la gouvernance des ressources naturelles forestières, dont :
1. élaborer le Programme régional de la forêt et du bois (PRFB) ;
2. élaborer, le cas échéant, le contrat de la filière bois (au niveau régional et le mettre en œuvre) ;
3. identifier les besoins et les contraintes de la filière de la forêt et du bois ;
4. adapter et mettre en œuvre en région, en cohérence avec les politiques régionales de la forêt et du bois et avec le contrat de la filière bois au niveau régional le cas échéant, les actions inscrites dans le contrat national de filière du "Comité stratégique de la filière bois" ;
5. assurer la cohérence entre le Programme régional de la forêt et du bois et les politiques publiques régionales, nationales ou communautaires ainsi que les programmes d'investissement et d'aides publiques ayant une incidence sur la forêt, ses produits et ses services ;
6. émettre un avis sur les projets de directives régionales d'aménagement des forêts et de schémas régionaux d’aménagement des forêts relevant du régime forestier ainsi que sur les projets de schémas régionaux de gestion sylvicole des bois et forêts des particuliers ;
7. assurer le suivi du programme régional de la forêt et du bois, et réalisation d'un bilan annuel (adressé au Conseil supérieur de la forêt et du bois).

L'art. D. 113-14 du décret précise que « La commission régionale de la forêt et du bois peut créer en son sein des comités spécialisés auxquels elle confie la préparation de certains de ses travaux dans les conditions prévues par son règlement intérieur. Ces comités peuvent s'adjoindre des experts extérieurs à la commission, qui ne peuvent avoir qu'un rôle consultatif ».